# Natalia, Baranivka
Natalia (în ucraineană Наталія) este un sat în așezarea urbană Dovbîș din raionul Baranivka, regiunea Jîtomîr, Ucraina.

## Demografie
Componența lingvistică a localității Natalia
     Ucraineană (97,82%)
     Rusă (2,18%)
Conform recensământului din 2001, majoritatea populației localității Natalia era vorbitoare de ucraineană (97,82%), existând în minoritate și vorbitori de rusă (2,18%).